# Eastleigh (district)
Eastleigh is een district in Zuid-Engeland, in het shire-graafschap (non-metropolitan county OF county) Hampshire. De hoofdplaats is Eastleigh.
Het ligt ten zuiden van Winchester en ten noorden van Southampton.

## Civil parishesin district Eastleigh
Allbrook and North Boyatt, Bishopstoke, Botley, Bursledon, Chandler’s Ford, Fair Oak and Horton Heath, Hamble-le-Rice, Hedge End, Hound, West End.